# Opistophthalmus holmi
Espèce
Synonymes
- Protophthalmus holmi Lawrence, 1969

Opistophthalmus holmi est une espèce de scorpions de la famille des Scorpionidae.

## Distribution
Cette espèce se rencontre en Namibie et en Afrique du Sud.

## Systématique et taxinomie
Cette espèce a été décrite sous le protonyme Protophthalmus holmi par Lawrence en 1969. Elle est placée dans le genre Opistophthalmus par Newlands en 1972.

## Étymologie
Cette espèce est nommée en l'honneur d'Erik Holm.

## Publication originale
- Lawrence, 1969  : A new genus of psammophile scorpion and new species of Opisthophthalmus from the Namib desert. Scientific Papers Namib Desert Research Station, no 48, p. 105-116.